# Gudou Shan
Gudou Shan (kinesiska: 古兜山) är ett berg i Kina. Det ligger i provinsen Guangdong, i den södra delen av landet, omkring 110 kilometer söder om provinshuvudstaden Guangzhou. Toppen på Gudou Shan är 774 meter över havet, eller 92 meter över den omgivande terrängen. Bredden vid basen är 1,8 km.
Närmaste större samhälle är Taishan, 19,0 km väster om Gudou Shan. I omgivningarna runt Gudou Shan växer i huvudsak städsegrön lövskog.
Genomsnittlig årsnederbörd är 2 267 millimeter. Den regnigaste månaden är maj, med i genomsnitt 413 mm nederbörd, och den torraste är januari, med 22 mm nederbörd.